# Yordan Osorio
Yordan Hernando Osorio Paredes (Barinas, 10 maggio 1994) è un calciatore venezuelano, difensore del Deportivo La Guaira della nazionale venezuelana.

## Caratteristiche tecniche
È un difensore centrale tecnico, abile con la palla tra i piedi, capace di uscire dall'area con tranquillità. Nei duelli, sfrutta la propria fisicità imponendosi nel gioco aereo, sia in difesa che in attacco.

## Carriera

### Club
Cresciuto nelle giovanili dello Zamora FC, ha esordito il 3 aprile 2014 in un match vinto 2-0 contro lo Llaneros de Guanare.
Nel 2018 viene acquistato dal Porto.
Tuttavia con il Porto non trova spazio, venendo ceduto in prestito al Vitória Guimarães e allo Zenit San Pietroburgo. Con quest'ultima, nonostante il poco spazio trovato, ha vinto campionato, coppa nazionale e supercoppa.
Il 5 ottobre 2020, passa a titolo definitivo al Parma, in Serie A. Debutta con i ducali (oltre che in massima serie) il 7 novembre 2020, in occasione del pareggio per 0-0 in campionato contro la Fiorentina. Il difensore ha lasciato il club emiliano al termine della stagione 2024-2025, alla scadenza naturale del proprio contratto.
Il 14 agosto 2025 viene acquistato dal Deportivo La Guaira, tornando così in Venezuela dopo 9 anni.

### Nazionale
Ha esordito con la Nazionale maschile di calcio del Venezuela il 3 giugno 2017 in un'amichevole pareggiata 1-1 contro gli Stati Uniti d'America.

## Statistiche

### Presenze e reti nei club
Statistiche aggiornate al 30 ottobre 2024.
| Stagione         | Squadra               | Campionato       | Campionato | Campionato | Coppe nazionali | Coppe nazionali | Coppe nazionali | Coppe continentali | Coppe continentali | Coppe continentali | Altre coppe | Altre coppe | Altre coppe | Totale | Totale |
| Stagione         | Squadra               | Comp             | Pres       | Reti       | Comp            | Pres            | Reti            | Comp               | Pres               | Reti               | Comp        | Pres        | Reti        | Pres   | Reti   |
| ---------------- | --------------------- | ---------------- | ---------- | ---------- | --------------- | --------------- | --------------- | ------------------ | ------------------ | ------------------ | ----------- | ----------- | ----------- | ------ | ------ |
| 2013-2014        | Zamora FC             | PD               | 1          | 0          | CV              | 0               | 0               |                    | -                  | -                  |             | -           | -           | 1      | 0      |
| 2014-2015        | Zamora FC             | PD               | 23         | 1          | CV              | 0               | 0               | CL                 | 5                  | 0                  |             | -           | -           | 28     | 1      |
| 2015             | Zamora FC             | PD               | 21         | 0          | CV              | 4               | 0               | CS                 | 2                  | 0                  |             | -           | -           | 27     | 0      |
| 2016             | Zamora FC             | PD               | 39         | 4          | CV              | 4               | 0               | CS                 | 4                  | 0                  |             | -           | -           | 47     | 4      |
| Totale Zamora FC | Totale Zamora FC      | Totale Zamora FC | 84         | 5          |                 | 8               | 0               |                    | 11                 | 0                  |             | -           | -           | 103    | 5      |
| 2016-2017        | Tondela               | PL               | 15         | 3          | CP+CdL          | 0               | 0               |                    | -                  | -                  |             | -           | -           | 15     | 3      |
| 2017-gen. 2018   | Tondela               | PL               | 11         | 0          | CP+CdL          | 0               | 0               |                    | -                  | -                  |             | -           | -           | 11     | 0      |
| Totale Tondela   | Totale Tondela        | Totale Tondela   | 26         | 3          |                 | 0               | 0               |                    | -                  | -                  |             | -           | -           | 26     | 3      |
| gen.-giu. 2018   | Porto                 | PL               | 1          | 0          | CP+CdL          | 0               | 0               | UCL                | 0                  | 0                  |             | -           | -           | 1      | 0      |
| 2018-2019        | Vitória Guimarães     | PL               | 27         | 2          | CP+CdL          | 2+1             | 0               |                    | -                  | -                  |             | -           | -           | 30     | 2      |
| lug.-ago. 2019   | Porto                 | PL               | 0          | 0          | CP              | 0               | 0               | UCL                | 0                  | 0                  |             | -           | -           | 0      | 0      |
| Totale Porto     | Totale Porto          | Totale Porto     | 1          | 0          |                 | 0               | 0               |                    | -                  | -                  |             | -           | -           | 1      | 0      |
| set. 2019-2020   | Zenit San Pietroburgo | PL               | 7          | 0          | CR              | 4               | 0               | UCL                | 5                  | 0                  | SR          | -           | -           | 16     | 0      |
| 2020-2021        | Parma                 | A                | 23         | 0          | CI              | 1               | 0               |                    | -                  | -                  |             | -           | -           | 24     | 0      |
| 2021-2022        | Parma                 | B                | 15         | 0          | CI              | 1               | 0               |                    | -                  | -                  |             | -           | -           | 16     | 0      |
| 2022-2023        | Parma                 | B                | 28+2       | 0          | CI              | 1               | 0               |                    | -                  | -                  |             | -           | -           | 31     | 0      |
| 2023-2024        | Parma                 | B                | 24         | 0          | CI              | 3               | 0               |                    | -                  | -                  |             | -           | -           | 27     | 0      |
| 2024-2025        | Parma                 | A                | 3          | 0          | CI              | 1               | 0               |                    | -                  | -                  |             | -           | -           | 4      | 0      |
| Totale Parma     | Totale Parma          | Totale Parma     | 93+2       | 0          |                 | 7               | 0               |                    | -                  | -                  |             | -           | -           | 102    | 0      |
| Totale carriera  | Totale carriera       | Totale carriera  | 238+2      | 10         |                 | 22              | 0               |                    | 16                 | 0                  |             | -           | -           | 278    | 10     |

### Cronologia presenze e reti in nazionale
| Cronologia completa delle presenze e delle reti in nazionale ― Venezuela | Cronologia completa delle presenze e delle reti in nazionale ― Venezuela | Cronologia completa delle presenze e delle reti in nazionale ― Venezuela | Cronologia completa delle presenze e delle reti in nazionale ― Venezuela | Cronologia completa delle presenze e delle reti in nazionale ― Venezuela | Cronologia completa delle presenze e delle reti in nazionale ― Venezuela | Cronologia completa delle presenze e delle reti in nazionale ― Venezuela | Cronologia completa delle presenze e delle reti in nazionale ― Venezuela |
| Data                                                                     | Città                                                                    | In casa                                                                  | Risultato                                                                | Ospiti                                                                   | Competizione                                                             | Reti                                                                     | Note                                                                     |
| ------------------------------------------------------------------------ | ------------------------------------------------------------------------ | ------------------------------------------------------------------------ | ------------------------------------------------------------------------ | ------------------------------------------------------------------------ | ------------------------------------------------------------------------ | ------------------------------------------------------------------------ | ------------------------------------------------------------------------ |
| 3-6-2017                                                                 | Sandy                                                                    | Stati Uniti                                                              | 1 – 1                                                                    | Venezuela                                                                | Amichevole                                                               | -                                                                        | 56’                                                                      |
| 8-6-2017                                                                 | Boca Raton                                                               | Ecuador                                                                  | 1 – 1                                                                    | Venezuela                                                                | Amichevole                                                               | -                                                                        | 67’                                                                      |
| 7-9-2018                                                                 | Miami                                                                    | Colombia                                                                 | 2 – 1                                                                    | Venezuela                                                                | Amichevole                                                               | -                                                                        | 87’                                                                      |
| 11-9-2018                                                                | Panama                                                                   | Panama                                                                   | 0 – 2                                                                    | Venezuela                                                                | Amichevole                                                               | -                                                                        |                                                                          |
| 16-10-2018                                                               | Barcellona                                                               | Emirati Arabi Uniti                                                      | 0 – 2                                                                    | Venezuela                                                                | Amichevole                                                               | -                                                                        |                                                                          |
| 22-3-2019                                                                | Madrid                                                                   | Argentina                                                                | 1 – 3                                                                    | Venezuela                                                                | Amichevole                                                               | -                                                                        | 63’                                                                      |
| 5-6-2019                                                                 | Atlanta                                                                  | Messico                                                                  | 3 – 1                                                                    | Venezuela                                                                | Amichevole                                                               | -                                                                        |                                                                          |
| 18-6-2019                                                                | Salvador                                                                 | Brasile                                                                  | 0 – 0                                                                    | Venezuela                                                                | Coppa America 2019 - 1º turno                                            | -                                                                        |                                                                          |
| 14-10-2019                                                               | Caracas                                                                  | Venezuela                                                                | 2 – 0                                                                    | Trinidad e Tobago                                                        | Amichevole                                                               | -                                                                        |                                                                          |
| 19-11-2019                                                               | Suita                                                                    | Giappone                                                                 | 1 – 4                                                                    | Venezuela                                                                | Amichevole                                                               | -                                                                        |                                                                          |
| 13-11-2020                                                               | San Paolo                                                                | Brasile                                                                  | 1 – 0                                                                    | Venezuela                                                                | Qual. Mondiali 2022                                                      | -                                                                        |                                                                          |
| 17-11-2020                                                               | Caracas                                                                  | Venezuela                                                                | 2 – 1                                                                    | Cile                                                                     | Qual. Mondiali 2022                                                      | -                                                                        |                                                                          |
| 11-11-2021                                                               | Quito                                                                    | Ecuador                                                                  | 1 – 0                                                                    | Venezuela                                                                | Qual. Mondiali 2022                                                      | -                                                                        |                                                                          |
| 16-11-2021                                                               | Caracas                                                                  | Venezuela                                                                | 1 – 2                                                                    | Perù                                                                     | Qual. Mondiali 2022                                                      | -                                                                        |                                                                          |
| 1-6-2022                                                                 | Ta' Qali                                                                 | Malta                                                                    | 0 – 1                                                                    | Venezuela                                                                | Amichevole                                                               | -                                                                        | 77’                                                                      |
| 9-6-2022                                                                 | Murcia                                                                   | Arabia Saudita                                                           | 0 – 1                                                                    | Venezuela                                                                | Amichevole                                                               | -                                                                        |                                                                          |
| 15-11-2022                                                               | Sharja                                                                   | Venezuela                                                                | 2 – 2                                                                    | Panama                                                                   | Amichevole                                                               | -                                                                        |                                                                          |
| 20-11-2022                                                               | Dubai                                                                    | Siria                                                                    | 1 – 2                                                                    | Venezuela                                                                | Amichevole                                                               | -                                                                        | 64’                                                                      |
| 24-3-2023                                                                | Gedda                                                                    | Arabia Saudita                                                           | 1 – 2                                                                    | Venezuela                                                                | Amichevole                                                               | -                                                                        | 12’                                                                      |
| 28-3-2023                                                                | Gedda                                                                    | Uzbekistan                                                               | 1 – 1                                                                    | Venezuela                                                                | Amichevole                                                               | -                                                                        |                                                                          |
| 15-6-2023                                                                | Washington                                                               | Venezuela                                                                | 1 – 0                                                                    | Honduras                                                                 | Amichevole                                                               | -                                                                        |                                                                          |
| 18-6-2023                                                                | East Hartford                                                            | Venezuela                                                                | 1 – 0                                                                    | Guatemala                                                                | Amichevole                                                               | -                                                                        |                                                                          |
| 7-9-2023                                                                 | Barranquilla                                                             | Colombia                                                                 | 1 – 0                                                                    | Venezuela                                                                | Qual. Mondiali 2026                                                      | -                                                                        |                                                                          |
| 12-9-2023                                                                | Maturín                                                                  | Venezuela                                                                | 1 – 0                                                                    | Paraguay                                                                 | Qual. Mondiali 2026                                                      | -                                                                        |                                                                          |
| 12-10-2023                                                               | Cuiabá                                                                   | Brasile                                                                  | 1 – 1                                                                    | Venezuela                                                                | Qual. Mondiali 2026                                                      | -                                                                        |                                                                          |
| 17-10-2023                                                               | Maturín                                                                  | Venezuela                                                                | 3 – 0                                                                    | Cile                                                                     | Qual. Mondiali 2026                                                      | -                                                                        |                                                                          |
| 21-11-2023                                                               | Lima                                                                     | Perù                                                                     | 1 – 1                                                                    | Venezuela                                                                | Qual. Mondiali 2026                                                      | -                                                                        | 44’                                                                      |
| 21-3-2024                                                                | Fort Lauderdale                                                          | Venezuela                                                                | 1 – 2                                                                    | Italia                                                                   | Amichevole                                                               | -                                                                        |                                                                          |
| 24-3-2024                                                                | Houston                                                                  | Guatemala                                                                | 0 – 0                                                                    | Venezuela                                                                | Amichevole                                                               | -                                                                        |                                                                          |
| 22-6-2024                                                                | Santa Clara                                                              | Ecuador                                                                  | 1 – 2                                                                    | Venezuela                                                                | Coppa America 2024 - 1º turno                                            | -                                                                        |                                                                          |
| 26-6-2024                                                                | Inglewood                                                                | Venezuela                                                                | 1 – 0                                                                    | Messico                                                                  | Coppa America 2024 - 1º turno                                            | -                                                                        |                                                                          |
| 30-6-2024                                                                | Austin                                                                   | Giamaica                                                                 | 0 – 3                                                                    | Venezuela                                                                | Coppa America 2024 - 1º turno                                            | -                                                                        |                                                                          |
| 5-7-2024                                                                 | Arlington                                                                | Venezuela                                                                | 1 – 1 (3 – 4 dtr)                                                        | Canada                                                                   | Coppa America 2024 - Quarti di finale                                    | -                                                                        | 90+2’                                                                    |
| 5-9-2024                                                                 | El Alto                                                                  | Bolivia                                                                  | 4 – 0                                                                    | Venezuela                                                                | Qual. Mondiali 2026                                                      | -                                                                        |                                                                          |
| 10-9-2024                                                                | Maturín                                                                  | Venezuela                                                                | 0 – 0                                                                    | Uruguay                                                                  | Qual. Mondiali 2026                                                      | -                                                                        |                                                                          |
| Totale                                                                   |                                                                          | Presenze                                                                 | 36                                                                       |                                                                          | Reti                                                                     | 0                                                                        |                                                                          |

## Palmarès

### Competizioni nazionali
- Campionato venezuelano: 3

Zamora: 2013-2014, 2015, 2016
- Campionato portoghese: 1

Porto: 2017-2018
- Campionato russo: 1

Zenit: 2019-2020
- Coppa di Russia: 1

Zenit: 2019-2020
- Supercoppa di Russia: 1

Zenit: 2020
- Campionato italiano di Serie B: 1

Parma: 2023-2024